# 任钟祥
任钟祥（1918年2月24日—1997年11月10日），江苏无锡人，曾任上海地方教会长老、中国基督教三自爱国运动委员会副主席。

## 生平
任钟祥是江苏无锡人，之江大学肄业。1937年就读之江大学期间，在苏州阊门中华基督教会救恩堂受洗。1940年受东吴二中的同学何广涛影响，转入上海地方教会。1947年李常受带领期间，上海地方教会复兴，聚会人数大为增加，担任执事的人数从十余位增至七、八十位，其中包括任钟祥。他从事全职教会工作，负责办公室的文书工作，常住在办公室楼上。1950年或1951年何广涛长老去武汉珞珈药厂后，任钟祥代替何广涛成为上海地方教会的八位长老之一。
1956年，在肃反运动中，上海地方教会一批主要负责人张愚之、蓝志一、汪佩真、李渊如、朱臣等均被作为“倪柝声反革命集团”成员被捕，打成反革命分子。其余同工、长老被关在会所楼上隔离审查交待问题。其中俞成华在此期间被折磨致死，其余人宣布站稳“人民立场”、划清界限后重获自由，但是杜忠臣、宣常铭、顾伯涛三位长老隐退，在职长老仅剩下表现积极的唐守临、任锺祥二人。在压力之下，唐守临、任锺祥、左弗如代表上海教会再次革除倪柝声，并重新参加三自组织，欲保住公开的聚会和南阳路145号聚会所。
1958年，上海宗教事务局和三自爱国会组织了上海基督教界社会主义教育学习班，在小组里任钟祥是积极分子，善于写大字报，做学习小组长，后去金陵神学院进修。随后上海基督教新教各教堂举行联合礼拜、“献堂献庙”运动，南阳路聚会所被迫交出，作为国家机关单位的会场，唐守临、任锺祥、左弗如带领一批信徒到怀恩堂参加新成区联合礼拜，保留擘饼聚会（直到1966年文革开始），此后再也没能收回会所。
1966年文化大革命开始，所有基督徒聚会均被禁止。任钟祥在学习班中又斗争左弗如、唐守临，贴大字报。怀恩堂改为第四印刷厂，任钟祥成为第四印刷厂职工。
1977年，文革结束后，任钟祥向左弗如、唐守临认罪，获得赦免。1980年代初，上海怀恩堂复堂，已经退休的任钟祥参与编写了《灵程吗哪》等一些属灵书报。当时，他和唐守临两人特别热心于批判过去的同工─当时在美国的地方教会领袖李常受，合著《为真道竭力争辩》（借鉴了《神人》和《弯曲心思者》），贬斥李为“呼喊派”异端。此外，任钟祥还编写了《上海基督徒聚会处简史〉。以后任钟祥曾担任上海基督教「两会」委员，直至教务委员会的副主席。1986－1997年任钟祥接替唐守临担任中国基督教三自爱国运动委员会副主席。
任钟祥晚年因糖尿病卧床不起，于1997年11月10日傍晚去世。

## 著作
- 为贯彻三自爱国运动而努力，1957年全国各地基督徒聚会处同工聚会文件
- 明確信仰，貫徹三自：記全國各地基督徒聚會處同工聚會，天風，1957年6月24日，no.531, p.19
- 我對「荒漠甘泉」的意見，天風，1959, no.577, p.15
- 我們充分享受宗教信仰自由，天風，1959, no.586, p.18
- 十分有意義的神學生活，天風，1961年5月27日，no.608，p.11
- 堅決抵李常受的異端邪說（与唐守臨合著），景風，1983年9月，no.75, p.15-38
- 上海弟兄姊妹恢復擘餅聚會的情況和體會，天風，1986年11月1日，no.47, p.24
- 什麼是屬靈？，天風，1987年7月1日，no.55, p.2
- 屬靈與恩賜，天風，1987年9月1日，no.57, p.2
- 教會的愛心，橋，1988年12月, no.32, p.10-11
- 嶄新版式的《聖經》，天風，1989年6月1日，no.78, p.3
- 喜讀《中國基督教三自愛國運動文選》，天風，1994年2月1日, no.134, p.44